# Station Maasbracht
Station Maasbracht (geografische afkorting Mbt), ook bekend als Maasbracht-Linne is een voormalig station aan de spoorlijn: Maastricht-Venlo (Staatslijn E). Het station van Maasbracht was geopend van 21 november 1865 tot 15 mei 1938 en van 1 mei 1940 tot 24 november 1940.
De vroegere ligging is nog te herkennen aan het wachtspoor dat tussen de twee doorgaande sporen op dat baanvlak ligt, evenals aan de straatnamen Stationsweg, Stationsstraat en Brachterstatie (waaraan het station lag).